# Liberty Alliance Project
Liberty Alliance – powstało w 2001 roku przy udziale około 30 organizacji, by ustanawiać otwarte standardy i wytyczne dla wspólnego zarządzania tożsamością. Osiągnięto ten cel przez wydanie w 2002 roku dokumentu, zawierającego standardy rozwiązywania wielu problemów związanych z uwierzytelnianiem, prywatnością i bezpieczeństwem otaczających zarządzanie tożsamością w środowisku on-line. Stosowany przez wiele organizacji na całym świecie dokument pozwala konsumentom i użytkownikom serwisów i aplikacji e-commerce na uwierzytelnianie i logowanie do sieci lub domeny tylko raz z dowolnej maszyny a potem odwiedzać i używać usług z wielu stron www. Takie podejście nie wymaga od użytkownika ponownego logowania i może wspierać wymagania prywatności ustalone przez użytkownika. Dostępne są, a także. Specyfikację ID-FF przekazano organizacji OASIS tworząc fundament dla standardu SAML 2.0, który jest teraz uznawany przez Liberty Alliance.
Kiedy liczba członków wzrosła do niemal 150, w tym globalnych producentów oprogramowania, organizacji edukacyjnych i rządów z całego świata, w 2003 roku Liberty Alliance opublikowała dokument Liberty Web Services. Stworzona na podstawie zdefiniowanych wymaganiach biznesowych, z myślą o prywatności użytkownika na pierwszym planie, Liberty Web Services jest otwartą strukturą dla tworzenia i zarządzania różnorodnymi usługami bazującymi na tożsamości użytkownika. Usługi takie jak geo-lokacja, książka adresowa, kalendarz, przesyłanie krótkich wiadomości i Liberty People Service, pierwszy szkielet do zarządzania aplikacjami społecznościowymi jak zakładki, blogi, kalendarze, współdzielenie zdjęć czy komunikatory w bezpiecznej i szanującej prywatność sieci społecznościowej. Liberty Alliance pracuje otwarcie z innymi organizacjami zajmującymi się standardami, adaptując opublikowane standardy i ingerując kiedy to potrzebne.
W 2006 roku ciągle rosnąca liczba implementacji Liberty Federation oraz Liberty Web Services osiągnęła ponad miliard tożsamości i urządzeń zgodnych ze standardami Liberty. Implementacja na szeroką skalę wraz ze wzrostem wymagań dostawców usług oraz konsumentów w zakresie ochrony przed oszustwami i kradzieżą tożsamości zaowocowała jesienią 2005 roku powołaniem Strong Authentication Expert Group. Zadaniem tej grupy było zapewnienie rozwiązaniom silnego uwierzytelniania takiego jak sprzętowe i programowe tokeny, karty elektroniczne, systemy oparte na wiadomościach SMS czy biometryce interoperacyjności w środowisku zjednoczonej sieci. Na stronie projektu znajduje się lista organizacji stosujących się do standardów Liberty. Oprócz tego organizacja wspomaga rozwijanie otwartego oprogramowania poprzez openLiberty.org oraz zachęcanie dodatkowych otwartych rozwiązań do stosowania się do standardów. Ogłoszono także Program Concordia służący rozwijaniu przypadków użycia, pomagając w uzgadnianiu specyfikacji związanych z tożsamością.
Organizacja stara się zwiększać rynek usług tożsamości i pomagać producentom w zmniejszeniu kosztów i zwiększeniu skuteczności. W tym celu przedstawiła w 2003 roku program certyfikacji Liberty Interoperable (TM) by określać zgodność komercyjnych i otwartych produktów z opublikowanymi standardami by zapewnić interoperacyjność produktów. Program ten został uznany globalnie przez końcowych użytkowników jako zapewniający prawidłową pracę ich produktów, oszczędzając czas, pieniądze i krytyczne zasoby. Do dziś certyfikowano ponad 80 produktów.
Liberty Alliance skupiła się także na aspektach biznesowych zarządzania tożsamością, publikując wskazówki biznesowe w wielu formach dla różnych sektorów biznesu i odbiorców. LA wspiera i promuje dialog publiczny pomagając organizacjom lepiej zrozumieć jak tworzyć koła zaufania i inne aspekty tak by skutecznie udało się zaimplementować rozwiązanie zgodne ze standardem.

## Członkowie

### Zarząd
| - America Online - France Télécom - Novell - Sun Microsystems | - Ericsson - Intel - Oracle Corporation | - Fidelity Investments - Hewlett-Packard - NTT |